# پسری با عشق
«پسری با عشق» (به انگلیسی: Boy with Luv، به کره‌ای: 작은 것들을 위한 시؛ به معنی «شعری برای چیزهای کوچک») ترانه‌ای از گروه پسرانهٔ کره‌ای بی‌تی‌اس با حضور خوانندهٔ آمریکایی هالزی است. این قطعه در ۱۲ آوریل ۲۰۱۹، به‌عنوان تک‌آهنگ لید ششمین آلبوم چندآهنگهٔ نقشهٔ روح: پرسونا، توسط بیگ هیت اینترتینمنت منتشر شد. موزیک ویدئوی این ترانه با ۷۴٫۶ میلیون بازدید در روز اول انتشار، در آن زمان به پربیننده‌ترین موزیک ویدئوی آن‌لاین در ۲۴ ساعت تبدیل شد. بیلبورد در ۲۴ ژوئن ۲۰۱۹ اعلام کرد، این قطعه گواهی پلاتین آرآی‌ای‌ای را دریافت کرده‌است. «پسری با عشق» رکورد بیشترین برد در برنامه‌های موسیقی کرهٔ جنوبی بعد از دههٔ ۲۰۰۰ را با ۲۱ برد شکست؛ این رکورد بعدها توسط «دینامیت» شکسته شد.
در ۳ ژوئیهٔ ۲۰۱۹، نسخهٔ ژاپنی این قطعه در قالب یک تک‌آهنگ دابل ای-ساید به‌همراه قطعهٔ ژاپنی «روشنایی‌ها»، توسط یونیورسال میوزیک ژاپن منتشر شد.

## عملکرد تجاری
«پسری با عشق» به‌دنبال انتشار در ۱۲ آوریل، در جداول شش وبگاه مهم موسیقی، سوریبادا، جینی، ناور، باگز، ام‌نت و فلو اول شد. در صبح ۱۳ آوریل اعلام شد، این ترانه صدرنشین جداول تمام پلتفرم‌های دیجیتال از جمله ملون شده‌است. علاوه بر آن، تمام قطعات نقشهٔ روح: پرسونا در ۱۰ رتبهٔ نخست جداول قرار گرفت. به‌خاطر استریم همزمان طرفداران، چندین سرور از جمله بزرگ‌ترین وبگاه موسیقی کره، ملون، از کار افتاد. «پسری با عشق» در صدر جدول دیجیتال گائون قرار گرفت و برای سه هفتهٔ متوالی، در جداول ماهانه اول شد. به گفتهٔ خبرگزاری رسانهٔ کره، مای دیلی، «پسری با عشق» در جداول آی‌تیونز ۶۷ کشور از جمله ایالات متحده، کانادا، روسیه، برزیل، سنگاپور و هند اول شد. این قطعه همچنین، در جدول ۱۰۰ آهنگ داغ بیلبورد ایالات متحده هشتم شد و پس از «عشق دروغین» بالاترین رتبهٔ گروه در ۱۰ رتبهٔ اول این جدول بود. «پسری با عشق» در شمارهٔ ۱۳ جدول رسمی تک‌آهنگ‌های بریتانیا جای گرفت و به بالاترین رتبهٔ یک تک‌آهنگ از یک هنرمند کره‌ای دست یافت. این تک‌آهنگ در جدول ترانه‌های جریانی بیلبورد پنجم شد؛ به گفته وبگاه بیلبورد، این بالاترین رتبهٔ بی‌تی‌اس در این جدول و دومین حضور گروه در ۱۰ رتبهٔ اول پس از «عشق دروغین» با رتبهٔ هفت، بود. این قطعه همچنین در جدول فروش ترانه‌های دیجیتال سوم شد و به چهارمین ترانه‌ای از گروه تبدیل شد که در ۱۰ رتبهٔ اول این جدول جای گرفت.
«پسری با عشق» با فروش بیش از یک میلیون واحد در ایالات متحده، گواهی‌نامهٔ پلاتین را از انجمن صنعت ضبط موسیقی ایالات متحده آمریکا (آرآی‌ای‌ای) دریافت کرد. این دومین گواهی پلاتین گروه پس از «مایک دراپ» بود. این ترانه با بیش از ۱۰۰ میلیون استریم در جدول موسیقی گائون، گواهی‌نامهٔ پلاتین را از انجمن محتوای موسیقی کره (کی‌ام‌سی‌ای) دریافت کرد. «پسری با عشق» به‌دنبال فروش ۳۵٬۰۰۰ واحد در استرالیا، گواهی طلای انجمن صنعت ضبط استرالیا (ای‌آرآی‌ای) را دریافت کرد.
جینی میوزیک بی‌تی‌اس را به‌خاطر حضور در صدر جدول روزانهٔ این وبگاه به‌مدت ۲۶ روز، یکی از ۱۰ هنرمند برتر سال ۲۰۱۹ نامید.

## عوامل
جزئیات برگرفته از یادداشت‌های نقشهٔ روح: پرسونا است.
| - بی‌تی‌اس – آواز - هالزی – آواز، ترانه‌سرایی - پی‌داگ – تهیه‌کنندگی، ترانه‌سرایی، کیبورد، سینث‌سایزر، تنظیم آواز، مهندس رپ، مهندس ضبط، ویرایش دیجیتال - آر ام – ترانه‌سرایی، مهندس رپ، مهندس ضبط - ملانی فونتانا – ترانه‌سرایی، کورس - میشل «لیندگرن» شولتس – ترانه‌سرایی، مهندس ضبط - «هیت‌من» بنگ – ترانه‌سرایی - شوگا – ترانه‌سرایی | - امیلی وایس‌بند – ترانه‌سرایی - جی-هوپ – ترانه‌سرایی - لی ته-ووک – گیتار - جونگ کوک – کورس - پارک جین-سه − مهندس ضبط - الکس ویلیامز − مهندس ضبط - ادورا – ویرایش دیجیتال |

## جداول
| جدول (۲۰۱۹)                               | بالاترین موقعیت |
| ----------------------------------------- | --------------- |
| ۲۰۰ آهنگ جهانی بیلبورد                    | ۱۵۱             |
| آرژانتین (۱۰۰ آهنگ داغ آرژانتین)          | ۲۱              |
| استرالیا (ای‌آرآی‌ای)                       | ۱۰              |
| اتریش (او۳ تاپ ۴۰ اتریش)                  | ۲۷              |
| بلژیک (اولتراتیپ فلاندرز)                 | ۴               |
| بلژیک (اولتراتیپ والونیا)                 | ۱۷              |
| برزیل (۱۰۰ تک‌آهنگ برتر برزیل)             | ۸۰              |
| کانادا (۱۰۰ آهنگ داغ کانادا)              | ۷               |
| سی‌اچ‌آر/۴۰ برتر کانادا (بیلبورد)           | ۳۲              |
| سی‌آی‌اس (تاپ‌هیت)                           | ۸               |
| جمهوری چک (۱۰۰ تک‌آهنگ دیجیتال برتر)       | ۱۱              |
| السالوادور (دیده‌بان لاتین)                | ۱۳              |
| استونی (استی تیپ-۴۰)                      | ۴               |
| فروش ترانه‌های یورو دیجیتال (بیلبورد)      | ۱۲              |
| فنلاند (جدول‌های رسمی فنلاند)              | ۲۰              |
| فرانسه (اس‌ان‌ئی‌پی)                         | ۱۱۴             |
| آلمان (جدول‌های رسمی آلمان)                | ۴۷              |
| یونان (آی‌اف‌پی‌آی)                          | ۵               |
| مجارستان (۴۰ تک‌آهنگ برتر)                 | ۱               |
| مجارستان (۴۰ استریم برتر)                 | ۶               |
| ایرلند (آی‌آرام‌ای)                         | ۱۴              |
| اسرائیل (مدیا فارست تی‌وی ایرپلی)          | ۲               |
| ایتالیا (اف‌آی‌ام‌آی)                        | ۶۰              |
| ژاپن (۱۰۰ آهنگ داغ ژاپن)                  | ۷               |
| تک‌آهنگ‌های هفتگی ژاپن (اوریکون)            | ۱۲              |
| لتونی (ال‌ای‌آی‌پی‌ای)                        | ۵               |
| لیتوانی (آگاتا)                           | ۲               |
| مالزی (آرآی‌ام)                            | ۱               |
| مکزیک (دیده‌بان لاتین)                     | ۲               |
| مکزیک ایرپلی (بیلبورد)                    | ۱               |
| هلند (۱۰۰ تک‌آهنگ برتر)                    | ۵۸              |
| نیوزیلند (آرام‌ان‌زد)                       | ۱۲              |
| نروژ (وی‌جی-لیستا)                         | ۲۴              |
| پاناما (دیده‌بان لاتین)                    | ۱۸              |
| لهستان (۱۰۰ برتر ایرپلی لهستان)           | ۵۷              |
| پرتغال (ای‌اف‌پی)                           | ۱۴              |
| رومانی (۱۰۰ ایرپلی)                       | ۱۰۰             |
| اسکاتلند (اوسی‌سی)                         | ۱۴              |
| سنگاپور (آرآی‌ای‌اس)                        | ۴               |
| اسلواکی (۱۰۰ تک‌آهنگ دیجیتال برتر)         | ۴               |
| کرهٔ جنوبی (۱۰۰ آهنگ داغ)                  | ۱               |
| کرهٔ جنوبی (گائون)                         | ۱               |
| اسپانیا (پروموزیکائه)                     | ۶۵              |
| سوئد (تپ‌لیستان)                           | ۲۹              |
| سوئیس (جدول موسیقی سوئیس)                 | ۲۷              |
| بریتانیا (اوسی‌سی)                         | ۱۳              |
| ۱۰۰ آهنگ داغ بیلبورد ایالات متحده         | ۸               |
| ۴۰ برتر جریان اصلی ایالات متحده (بیلبورد) | ۲۲              |
| رقص/میکس شو ایرپلی (بیلبورد)              | ۳۰              |
| ونزوئلا آنگلو (گزارش ضبط)                 | ۶۴              |

| جدول (۲۰۱۹)               | موقعیت |
| ------------------------- | ------ |
| آرژانتین (دیده‌بان لاتین)  | ۴۱     |
| کاستاریکا (دیده‌بان لاتین) | ۸۲     |
| گواتمالا (دیده‌بان لاتین)  | ۵۸     |
| مجارستان (۴۰ تک‌آهنگ برتر) | ۸۸     |
| مجارستان (۴۰ استریم برتر) | ۹۳     |
| ژاپن (۱۰۰ آهنگ داغ)       | ۴۶     |
| مالزی (آرآی‌ام)            | ۴      |
| پاناما (دیده‌بان لاتین)    | ۶۳     |
| پرو (دیده‌بان لاتین)       | ۹۸     |
| پرتغال (ای‌اف‌پی)           | ۲۷۰    |
| کرهٔ جنوبی (گائون)         | ۵      |
| اروگوئه (دیده‌بان لاتین)   | ۶۹     |

| جدول (۲۰۲۰)              | موقعیت |
| ------------------------ | ------ |
| ژاپن (۱۰۰ آهنگ داغ ژاپن) | ۶۹     |
| کرهٔ جنوبی (گائون)        | ۱۲     |

## گواهی‌نامه‌ها
| منطقه                   | گواهی          | واحد گواهی‌شده/فروش |
| ----------------------- | -------------- | ------------------ |
| استرالیا (ای‌آرآی‌ای)     | پلاتین         | ۷۰٬۰۰۰             |
| کانادا (میوزیک کانادا)  | طلا            | ۴۰٬۰۰۰             |
| کلمبیا (آسینکول)        | طلا            | ۱۰٬۰۰۰             |
| مکزیک (آمپروفون)        | ۲ × پلاتین+طلا | ۱۵۰٬۰۰۰            |
| بریتانیا (بی‌پی‌آی)       | نقره           | ۲۰۰٬۰۰۰            |
| ایالات متحده (آرآی‌ای‌ای) | پلاتین         | ۱٬۰۰۰٬۰۰۰          |
| استریم                  |                |                    |
| ژاپن (آرآی‌ای‌جی)         | طلا            | ۵۰٬۰۰۰٬۰۰۰         |
| کرهٔ جنوبی (کی‌ام‌سی‌ای)    | ۲ × پلاتین     | ۲۰۰٬۰۰۰٬۰۰۰        |

## تاریخچهٔ انتشار
| منطقه        | تاریخ         | قالب                      | ناشر                      | منابع          |
| ------------ | ------------- | ------------------------- | ------------------------- | -------------- |
| مختلف        | ۱۲ آوریل ۲۰۱۹ | دانلود استریم             | بیگ هیت کلمبیا آسترال‌ورکز | [ ۹۹ ] [ ۱۰۰ ] |
| ایالات متحده | ۱۶ آوریل ۲۰۱۹ | سی‌اچ‌آر                    | کلمبیا                    | [ ۱۰۱ ]        |
| ایتالیا      | ۲۶ مهٔ ۲۰۱۹    | سی‌اچ‌آر                    | سونی                      | [ ۱۰۲ ]        |
| ژاپن         | ۳ ژوئیهٔ ۲۰۱۹  | سی‌دی دی‌وی‌دی دانلود استریم | یونیورسال میوزیک ژاپن     | [ ۱۰۳ ]        |